# Apollo 18: Mission to the Moon
Apollo 18: Mission to the Moon ist ein Weltraum-Actionspiel, das von Artech Digital Entertainment entwickelt wurde und 1987 zunächst für den Commodore 64 erschien. In der Folge wurde es auf MS-DOS portiert.

## Beschreibung
Apollo 18: Mission to the Moon simuliert eine fiktive Mission zum Mond in den frühen 1980er Jahren, nach dem letzten Flug von Apollo 17, bevor die NASA das Apollo-Programm eingestellt hat. Eines der Hauptmerkmale des Spiels ist die digitalisierte Rede, die rissig wie ein echter Mission-Control Sprecher klingt.
Die Apollo-Mission ist in viele Abschnitte gegliedert. Zu Beginn jeder Mission stellt man eine Telemetrie-Checkliste ein, damit die entsprechenden Systeme eingeheizt werden. Alle Lichter müssen auf Grün stehen, damit der Start durchgeführt werden kann. Damit man sich in der Kapsel zurechtfindet, ist ein Computer installiert, der verschiedene Steueraufgaben übernimmt. Zuerst startet man mit einer Saturn-V-Rakete von der Erde in den Orbit. Man muss darauf achten, dass die Triebwerke im richtigen Verhältnis brennen und dass man nicht vom programmierten Kurs abkommt. Im Orbit angekommen, dockt man an das Kommando-Modul (CM) an, welches sich schon im Erdorbit befindet. Während des Fluges zum Mond darf man ein paar Kurskorrekturen vornehmen, bei denen man schnell zu viel Treibstoff verbrennt. Man landet auf dem Mond, um einen kleinen Spaziergang (EVA) zu wagen. Dabei muss darauf geachtet werden, dass der Sauerstoff nicht ausgeht. Wenn die Mondlandefähre (LM) wieder gestartet ist, braucht man nur noch drei defekte Satelliten einsammeln, bevor man wieder auf der Erde landet.

## Portierungen
Das Spiel wurde für die folgenden Systeme veröffentlicht: Commodore 64 und MS-DOS.